# Alumil
Alumil S.A. è un’azienda multinazionale greca specializzata nella ricerca, progettazione e produzione di sistemi architettonici in alluminio. L’azienda, con sede centrale nella zona industriale di Kilkis, conta più di 1800 dipendenti in 60 paesi, 5 continenti e 32 succursali dislocate nel mondo.

## Storia
Nel 1988 la famiglia Milonas ha fondato un’azienda che opera nel campo di produzione di profilati di alluminio nella zona industriale di Kilkis. Negli anni 90 ha presentato i primi sistemi di alluminio che sono stati prodotti in Italia. Negli anni successivi ha implementato un’ampia gamma di prodotti progettati i e prodotti nei suoi nuovissimi stabilimenti. Nel 1993 si stabilisce la filiale ALUSYS ad Atene e si progettano, nell’innovativo Dipartimento di Ricerca e Sviluppo (R&D) a Kilkis, nuovi sistemi ad altissima tecnologia. Nel 1995 è stata fondata l’azienda INTERNO, per la progettazione e la produzione di porte d’ingresso con telai in alluminio.
Successivamente la società ha ampliato le sue attività all’estero stabilendo varie succursali, nel 1997 in Romania, nel 1998 in Ungheria, Albania e Bulgaria e nel 1999 in Polonia e Ucraina. Negli anni successivi si formano ulteriori succursali in Germania, Fyrom e Cipro nel 2000 e in Serbia e Italia nel 2001. Nel 2001 si fonda METRON che progetta e produce sistemi elevatori.
Nel 2004 Alumil ha acquistato ALPRO, industria dell’alluminio bosniaca. Inoltre il gruppo ha ricevuto riconoscimenti e premi dall’organizzazione Europe’s Growth Plus Top 500 e dalla Camera di Commercio di Atene. Nel 2004 è stata fondata una nuova  filiale negli Emirati Arabi e nel contesto di azione sociale ed ambientale viene applicata la pianificazione ambientale 'GREEN ALUMIL'.
All’inizio del 2008 viene fondata la filiale negli Stati Uniti. Nello stesso anno il gruppo focalizza le sue attività soprattutto nei mercati internazionali. Sempre nel 2008 l’azienda è stata nominata come membro associato della Associazione Europea dell’Alluminio.
Nel 2009 viene fondata Alumil Solar che opera nel campo di energie rinnovabili. Inoltre nel 2010 viene fondata la nuova filiale in Russia. Nel 2014 è stato inaugurato un laboratorio di certificazioni in collaborazione con l’istituto IFT Rosenheim e l’azienda CFT. Nel 2015 il gruppo ha annunciato l’istituzione di tre nuove filiali in Australia, India ed Egitto.

## Filiali
- Interno Doors by Alumil:[4] Nel 1995 viene fondata la filiale Interno Doors per lo sviluppo e la produzione di porte interne e porte d’ingresso. Interno Doors conta 20 anni di presenza ed è un business unit del gruppo Alumil.
- Alumil Solar:[5] Nel 2000 Alumil inizia un’attività nel campo delle fonti di energie rinnovabili nella produzione e distribuzione di impianti fotovoltaici. Nel 2009 Alumil Solar opera anche nel campo di produzione ed installazione di sistemi di montagio dei fotovoltaici. Alumil Solar dopo 16 anni di presenza è un business unit del gruppo Alumil.
- Metron:[6] Dal 2000 Metron fa parte del gruppo Alumil. La sua attività principale è la progettazione e produzione di sistemi elevatori.

## Premi e riconoscimenti
- 1996/1998/2001/2002/2003/2004/2005/2007: Premiata dall’associazione GrowthPlus.
- 1999/2001/2003/2004: Premiata dalla Camera di Commercio ed Industria di Atene.
- 2004: Riconoscimento speciale Great Place to Work Europe.[7][8]
- 2007: Premio «SalesExcellence Awards» dall’istituto Vendite Greche.[9]
- 2008: Premio di imprenditorialità ecologica ed Innovazione per i sistemi fotovoltaici nelle facciate continue.
- 2009: Premio Trade & Investment Leaders Awards by Helexpo, durante la  74sima Fiera Nazionale di Salonicco, nel settembre 2009, e del 5o Business Forum: «Investimenti all’estero»
- 2010: Premio da  ICAP Group come TRUE LEADER.[10]
- 2011: Premio per la migliore creazione da Helexpo.
- 2015: Primo premio «Made in Greece 2015» nella categoria «Industrial Excellence»[11] ed il primo premio al concorso «Greek Value 2015» nella categoria «Technological Excellence».[12]